# Gòrdion
Gòrdion (del grec Γόρδιον, llatí Gòrdium, en turc Gordiyon) és un jaciment arqueològic on hi havia antigament la capital de l'antic Regne de Frígia. Està a prop del poble de Yassıhöyük, a la província turca d'Ankara, a uns 90 km al sud-oest de la ciutat d'Ankara i al districte de Polatlı.
Des del setembre 2023 és classificat com a patrimoni de la Humanitat per la UNESCO.

## Història
Era una ciutat de Bitínia (llavors més estesa que posteriorment), una mica al nord del riu Sangari. Era a la via reial entre Lídia i Babilònia, prop del lloc on aquesta travessava el riu Sangari.
El nucli de Gòrdion, compost per la ciutadella, la ciutat baixa i una fortalesa (Küçük Hüyük), se situava a la riba oriental del riu Sangari (turc: Sakarya; grec: Σαγγάριος, Sangàrios), que discorre des d'Anatòlia central fins al mar Negre, encara que posteriorment van sorgir extensos suburbis a l'altra riba. El nom de l'emplaçament es relaciona amb Gòrdios I, un dels primers reis de Frígia.
Els nivells més antics daten del bronze mitjà (c. 1500 aC) quan hi vivien els hitites. Entre els segles xii i x aC els frigis, provinents de Tràcia, es van establir a l'Anatòlia central, encara que no hi ha proves d'un regne de Frígia fins al segle viii aC. Gòrdion va assolir l'esplendor sota el rei Mides III (segles viii-vii aC), que hauria refundat la ciutat. Cap al final del seu regnat, Frígia va patir invasions dels pobles cimmeris, que van destrossar Gòrdion. Els reis de Frígia van construir als voltants de Gòrdion grans tombes: eren unes cambres de fusta cobertes d'un munt de terra formant un túmul o turó artificial dels quals en queden uns 80, que han estat excavats. El més gros de tots, conegut originàriament com la «tomba de Mides» (encara que actualment es creu que va pertànyer a un rei anterior), té uns 300 m de diàmetre i 47 d'alçada. Les fortificacions de la ciutat són del segle viii aC i era important al segle vii aC. Un palau es va construir a la ciutadella al sud de la qual hi havia la ciutat baixa; a l'altre costat del Sangari hi havia un suburbi. En temps del rei Mides III es va produir la primera invasió dels cimmeris (potser el 710 aC), que fou rebutjada amb ajut de Sargon II d'Assíria; a la segona invasió (cap a l'any 695 aC) Mides fou derrotat i es va suïcidar. L'arqueologia presenta rastres de la destrucció de Gòrdion, però sembla que fou posterior als atacs cimmeris.
Després d'un període de confusió es va establir el Regne de Lídia amb Giges (entre el 680 aC i el 644 aC). Un rei de Lídia, Aliates II (entre 600 aC-560 aC), va construir una fortalesa en un turó proper a la ciutadella. Lídia fou annexionada pel rei de Pèrsia Cir II el Gran i el darrer rei Cresos hi va morir (547 aC); una guarnició persa es va establir a Gòrdion, ciutat que fou inclosa a la satrapia de Frígia de la qual Gòrdion va esdevenir capital i seu d'una guarnició militar permanent. Tenia una importància estratègica que es basava en el control del gual del riu Sangari. Per Gòrdion passava almenys una branca del camí reial persa que unia Sardes amb Susa. Els perses van dividir l'antiga Frígia en dues satrapies.
El 334 aC va ser conquerida per l'exèrcit d'Alexandre el Gran: els perses foren expulsats pel macedoni Parmeni el 334 aC i a l'hivern hi va arribar Alexandre el Gran, el qual va protagonitzar el famós episodi del tall amb l'espasa del nus gordià, un nus que ningú era capaç de desfer. L'oracle havia promés que qui desfaci el nús, conqueriria Àsia. El nus es trobava a l'acròpoli, que havia estat el palau dels reis de Frígia.
Després de la mort d'Alexandre, Gòrdion fou domini d'Antígon i després va formar part de l'Imperi Selèucida, de Galàcia, del Regne de Pèrgam i, finalment, de l'Imperi Romà (189 aC). Durant el període romà la ciutat original va ser abandonada, i va sobreviure només l'assentament del costat occidental del Sangari.
En temps d'Estrabó era un llogaret sense importància. Al començament de l'imperi, sota August, fou restaurada i anomenada Juliòpolis (llatí Juliopolis). Durant el període romà d'Orient, en temps de Justinià, va patir la inundació del riu Escopas i va quedar en part destruïda, però l'emperador la va reconstruir.

## El jaciment arqueològic
Situat en un paisatge rural obert, el jaciment de Gòrdion és un assentament de diverses capes, que abasta les restes de l'antiga capital de Frígia, un regne independent de l'edat del ferro. Els elements clau d'aquest jaciment arqueològic inclouen el túmul de la Ciutadella, la ciutat baixa, la ciutat exterior i les fortificacions, i diversos túmuls amb el paisatge circumdant. Les excavacions han revelat una gran quantitat de restes que documenten tècniques de construcció, ordenacions espacials, estructures defensives i pràctiques funebre de la cultura i l'economia frigia.
La ciutat va ser descoberta el 1900 per l'arqueòleg alemany Gustav Körte (1852-1917) i son germà el filòleg Alfred Körte (1866-1946). Des del 1950 el Penn Museum de la Universitat de Pennsilvània va començar una campanya d'excavació sota la direcció de l'arqueòleg Rodney Young (1907-1974) que continua fins a l'actualitat.